# Anton Sailer (Schauspieler)
Anton Sailer (* 1997 in München) ist ein deutscher Schauspieler und Synchronsprecher.
Sailer besuchte 2022 die The Art of Acting Studio Los Angeles und die München Film Akademie. Er drehte bereits Filme in Australien und den Vereinigten Staaten.

## Filmographie (Auswahl)
- 2022: Das Signal
- 2022: Nach uns der Rest der Welt
- 2023: Herzstolpern
- 2023: Der Alte
- 2023: 791 km
- 2023: Turmschatten
- 2023: Die Akademie
- 2023: Aktenzeichen XY … ungelöst
- 2024: Alle Jahre wieder